# Fiorianteon
Fiorianteon (лат.) — род ос из семейства дрииниды (Chrysidoidea, Conganteoninae Olmi, 1984). 5 видов. Палеарктика, Мадагаскар и Ориентальная область.

## Описание
Длина 2—4 мм. Оцеллии развиты. Самки и самцы крылатые. Мандибулы с 4 зубцами. Формула щупиков (нижнечелюстные — нижнегубные): 5-3 или 6-3. Крылья с двумя замкнутыми ячейками. От близкого рода Conganteon отличается особенностями жилкования крыльев. Хозяева неизвестны (предположительно цикадовые, Auchenorrhyncha).
- Fiorianteon choui Xu & He, 1995 — Китай, Тайвань
- Fiorianteon isoneuron
- Fiorianteon junonium Xu & He, 1984 — Китай, Япония
- Fiorianteon rugosum Xu & He, 1995 — Китай, Тайвань
- Fiorianteon sulcatum Guglielmino, Olmi, Marletta & Speranza, 2016 — Мадагаскар[2].